# Kunstmuseum Den Haag
Kunstmuseum Den Haag – muzeum sztuki w Hadze. Założone w 1866 jako Museum voor Moderne Kunst; później, do 1998, nosiło nazwę Haags Gemeentemuseum, a do końca września 2019 – Gemeentemuseum Den Haag. Posiada kolekcję około 160 000 dzieł reprezentujących sztukę nowoczesną i współczesną, modę oraz sztukę użytkową. Muzeum w szczególności słynie z największej na świecie kolekcji prac Pieta Mondriana, w tym słynnego obrazu Victory Boogie Woogie.
Integralną częścią Kunstmuseum jest KM21 (muzeum sztuki współczesnej) i Fotomuseum Den Haag, oba znajdujące się w osobnym budynku.

## Budynek

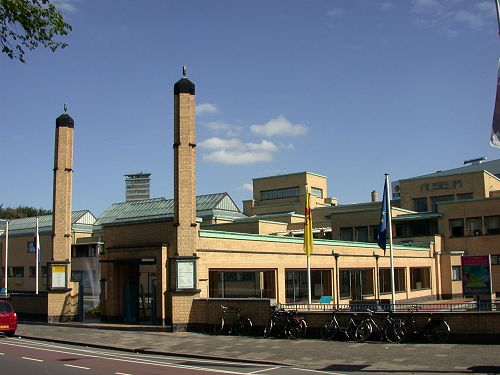
Korytarz wejściowy do muzeum

Budynek muzeum zaprojektował architekt Hendrik Petrus Berlage (1856-1934), pionier nowoczesnej architektury w Holandii na początku XX w. Kontrowersyjny projekt Gemeentemuseum stanowił jego szczytowe osiągnięcie (artysta zmarł na rok przed oddaniem muzeum do użytku).

### Korytarz wejściowy
Główne wejście do muzeum znajduje się od strony Stadhouderslaan. Do wnętrza prowadzi zadaszony, umieszczony pomiędzy dwoma pylonami korytarz, flankowany przez dwa baseny, pomyślany jako wprowadzenie zwiedzających w świat sztuki. Poprzez szklane ściany korytarza widać odbijającą się w wodzie fasadę budynku.

### Konstrukcja
Budynek muzeum został zbudowany z betonu i żelaza. Obliczenia konstrukcyjne wykonali inżynierowie z Wydziału Robót Miejskich, znający innowacyjną technologię konstrukcji betonowych. Dla zbudowania muzeum wyprodukowano ok. 12000 m³ betonu, a strukturę budowli wzmocniło 1200 kg żelaza. Beton był wylewany z wysokiej wieży i rozprowadzany rurami do miejsc przeznaczenia. Wysokość wieży pozwalała na rozprowadzanie betonu bez użycia pomp. Betonowy korpus budynku został oblicowany cegłami w kolorze ochry.

### Wymiary
Projekt budynku muzeum opiera się na siatce składającej się z kwadratów i sześcianów o boku 1.1 m. Wszystkie ściany i kolumny są umieszczone na systemie linii i ich przecięć, tworzących siatkę. Liczba 11 i jej wielokrotność powtarza się w całym budynku. Przykładowo, zarówno długość korytarza prowadzącego do muzeum, jak i wymiary gablot wystawowych, które Berlage zaprojektował dla ekspozycji wyrobów rzemiosła artystycznego opierają się na tej właśnie liczbie. Rezultatem jest poczucie równowagi i harmonii, przenikające cały projekt. Do koncepcji tej dopasowano nawet rozmiar cegieł, którymi oblicowano budynek. Od środka każdej cegły do środka następnej odległość jest stała: 5,5 × 11 × 22 cm. Każdy z tych wymiarów stanowi podwielokrotność wymiaru podstawowego: 1,1 m.

## Kolekcja
Muzealne zbiory sztuki zgrupowane są w następujących działach:

### Sztuka nowoczesna i współczesna
Kolekcja stanowi szeroki przegląd kierunków artystycznych od początku XIX w., ze szczególnym naciskiem na szkołę haską, symbolizm około 1900, artystów związanych z De Stijl, Bauhaus i ekspresjonizm. Do najważniejszych dzieł w kolekcji należą obrazy takich artystów jak Piet Mondrian, Pablo Picasso, Claude Monet, August Macke, Wassily Kandinsky, Theo van Doesburg, Charley Toorop, Louise Bourgeois, Francis Bacon i Marlene Dumas. W muzeum znajduje się także duża część dzieł związanych z projektem Nowy Babilon Constanta Nieuwenhuijsa.

#### Dział druków
Pokój druków w ramach działu Sztuki obejmuje szeroki, liczący ok. 50 000 pozycji, zbiór rysunków, druków, plakatów i fotografii z XIX i XX w., stworzonych przeważnie przez artystów holenderskich. Wśród eksponatów znajduje się świetna kolekcja XIX-wiecznej grafiki francuskiej, w tym prace Bresdina, Redona i Toulouse-Lautreca. Reprezentowana też jest grafika niemiecka epoki ekspresjonizmu.

### Dział wnętrz
Projektując muzeum Berlage wyznaczył ważne miejsce dla pewnej liczby historycznych wnętrz mieszkalnych. Prezentowane są tu oryginalne pomieszczenia z różnych okresów oraz kryte dziedzińce. Większość pomieszczeń pochodzi z domów, które zostały zburzone. Ściany, kominki i sufity uratowanych pomieszczeń zostały zrekonstruowane w muzeum, uzupełnione niekiedy podobnymi stylistycznie elementami wyposażenia pochodzącymi z innych domów. Berlage specjalnie dopasował wysokość pomieszczeń muzealnych do wysokości eksponowanych wnętrz.

### Moda
Gemeentemuseum posiada jedną z czołowych kolekcji mody na świecie. Zbiór obejmuje zarówno ubiory historyczne, jak i współczesne, uzupełnione zbiorem dodatków, klejnotów, projektów mody i druków.

### Muzyka
Dział muzyki prezentuje obszerny zbiór instrumentów muzycznych, materiały ilustracyjne oraz bibliotekę muzyczną oraz dokumentację historyczną dotyczącą muzyki, głównie europejskiej, w tym manuskrypty kompozytorów holenderskich.

### Rzemiosło artystyczne
W oryginalnych, zaprojektowanych przez Berlage’a gablotach eksponowana są fajanse z Delftu, porcelana z haskiej firmy Rozenburg, szkło weneckie, a także ceramika z Bliskiego, Środkowego i Dalekiego Wschodu. W dziale tym znajduje się ponadto kolekcja mebli oraz zbiór elementów wyposażenia wnętrz.

## Galeria

### Malarstwo

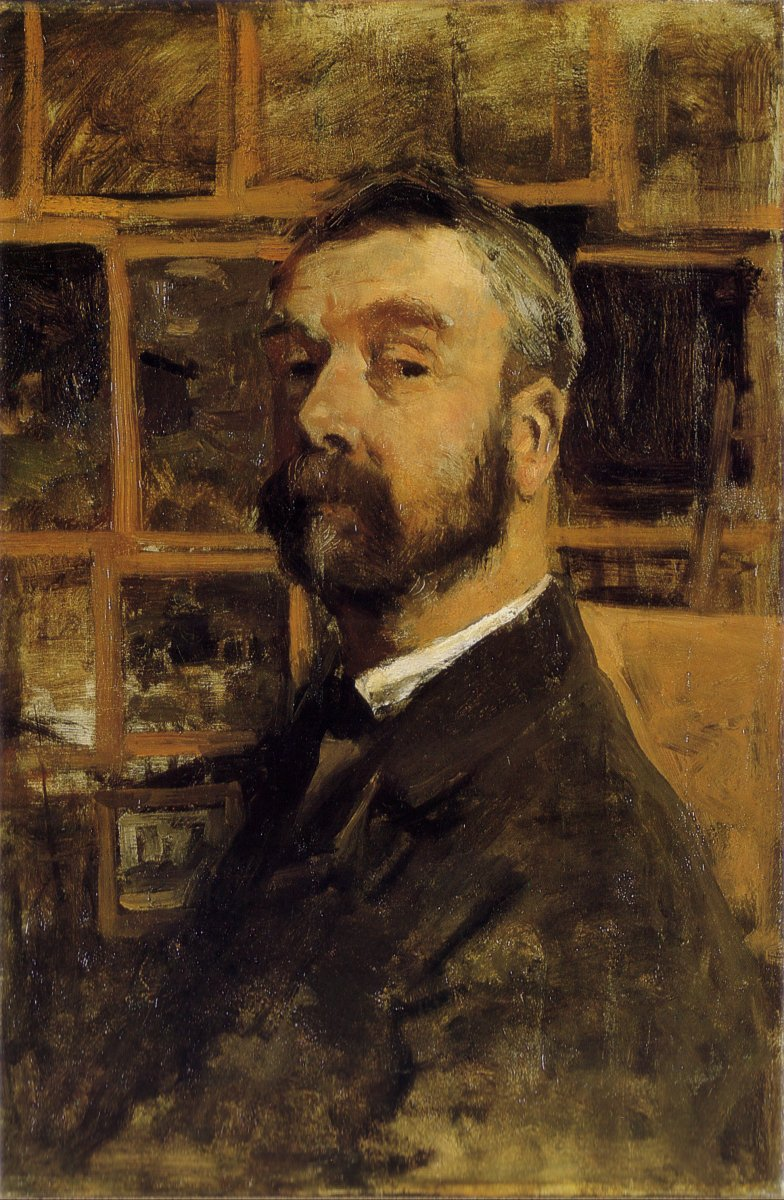
Anton Mauve, Autoportret, 1884-1888
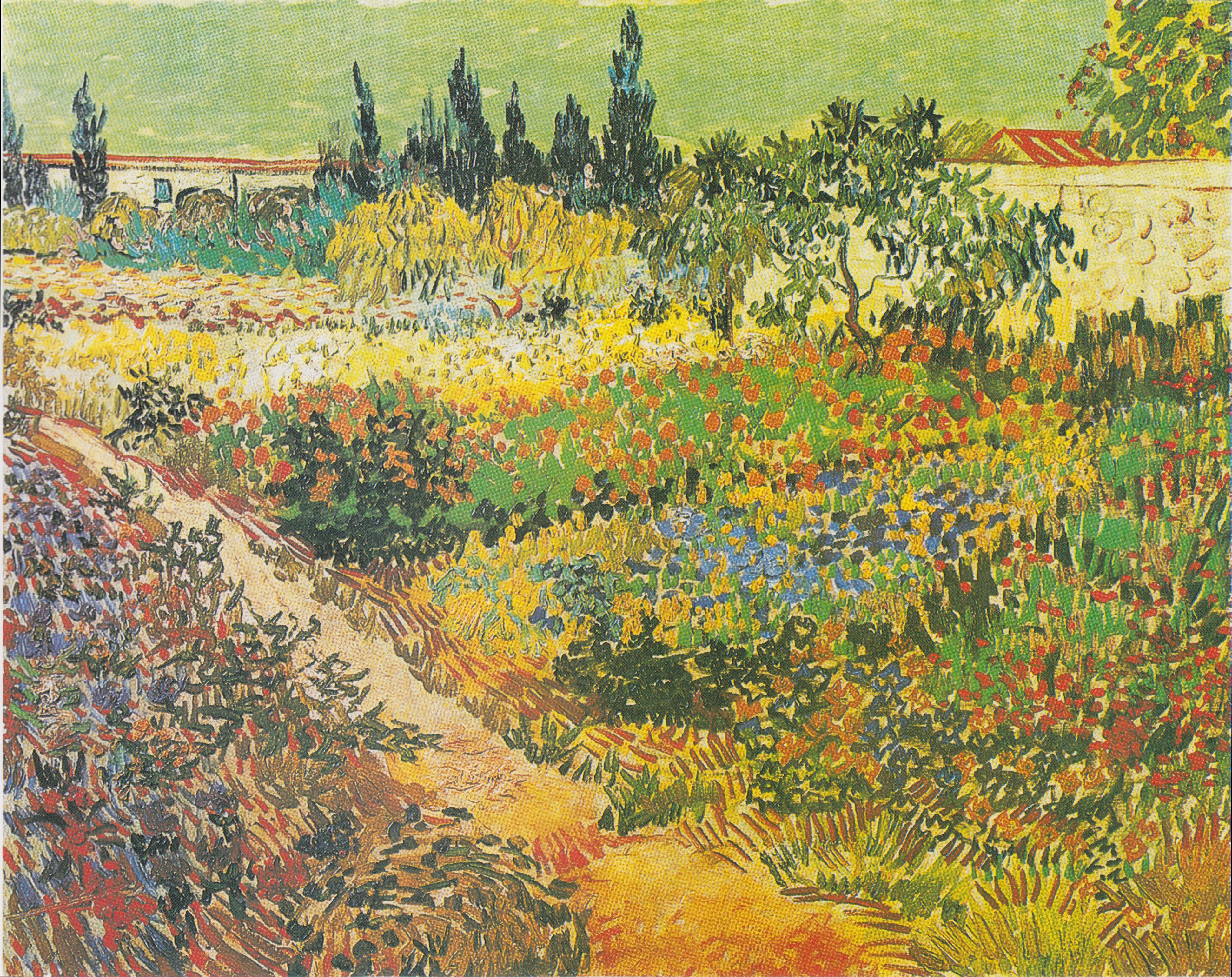
Vincent van Gogh, Kwitnący ogród ze ścieżką, 1888
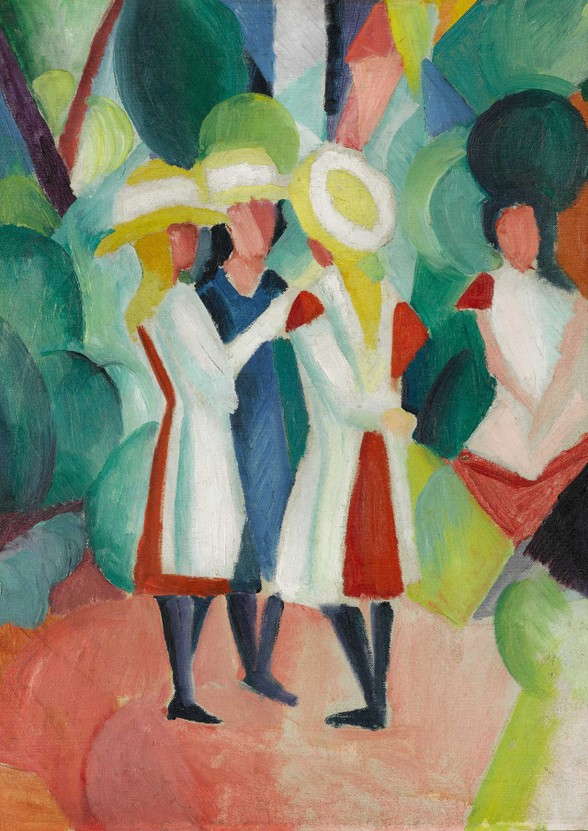
August Macke, Drei Mädchen mit gelben Strohhüten I, 1913
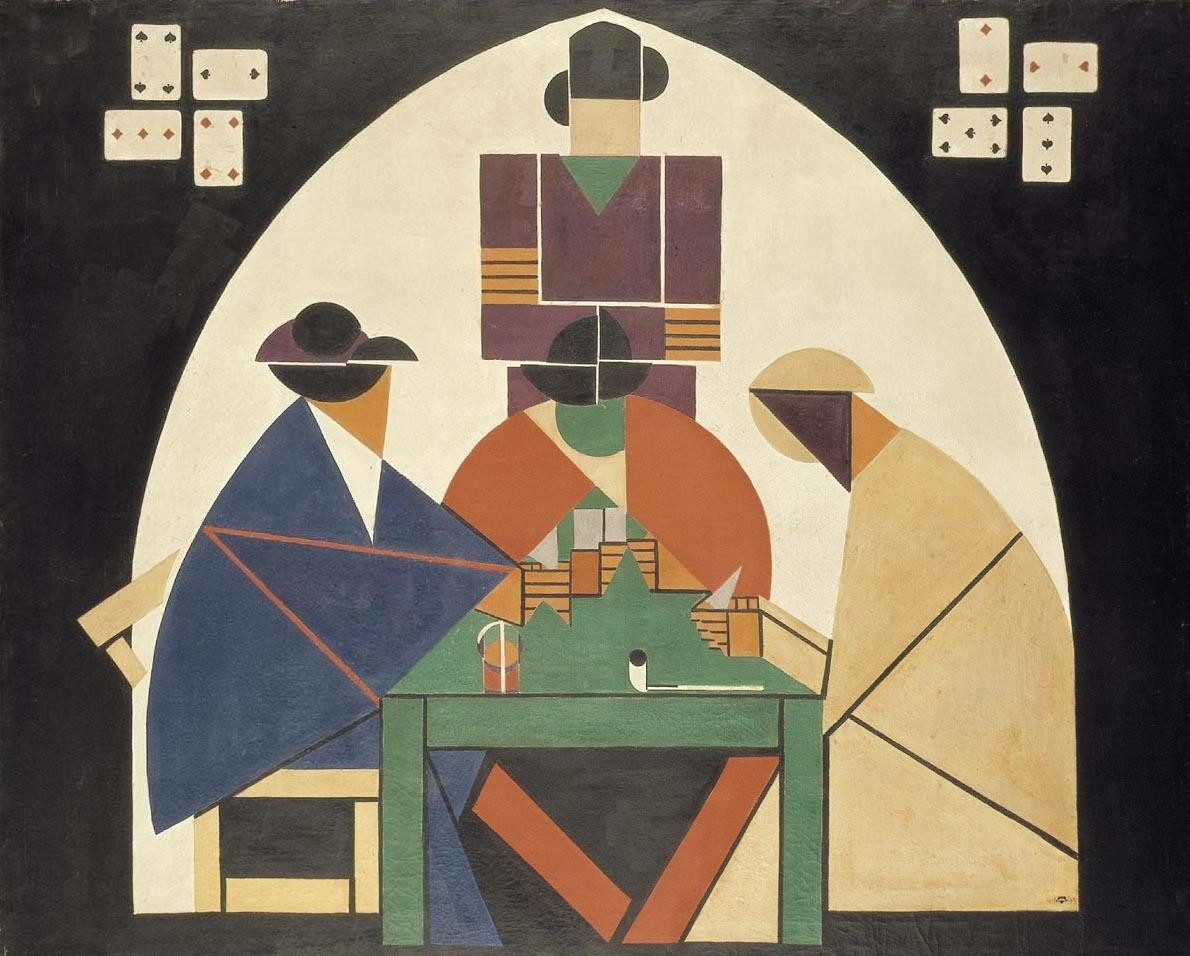
Theo van Doesburg, Gracze w karty, 1916–1917
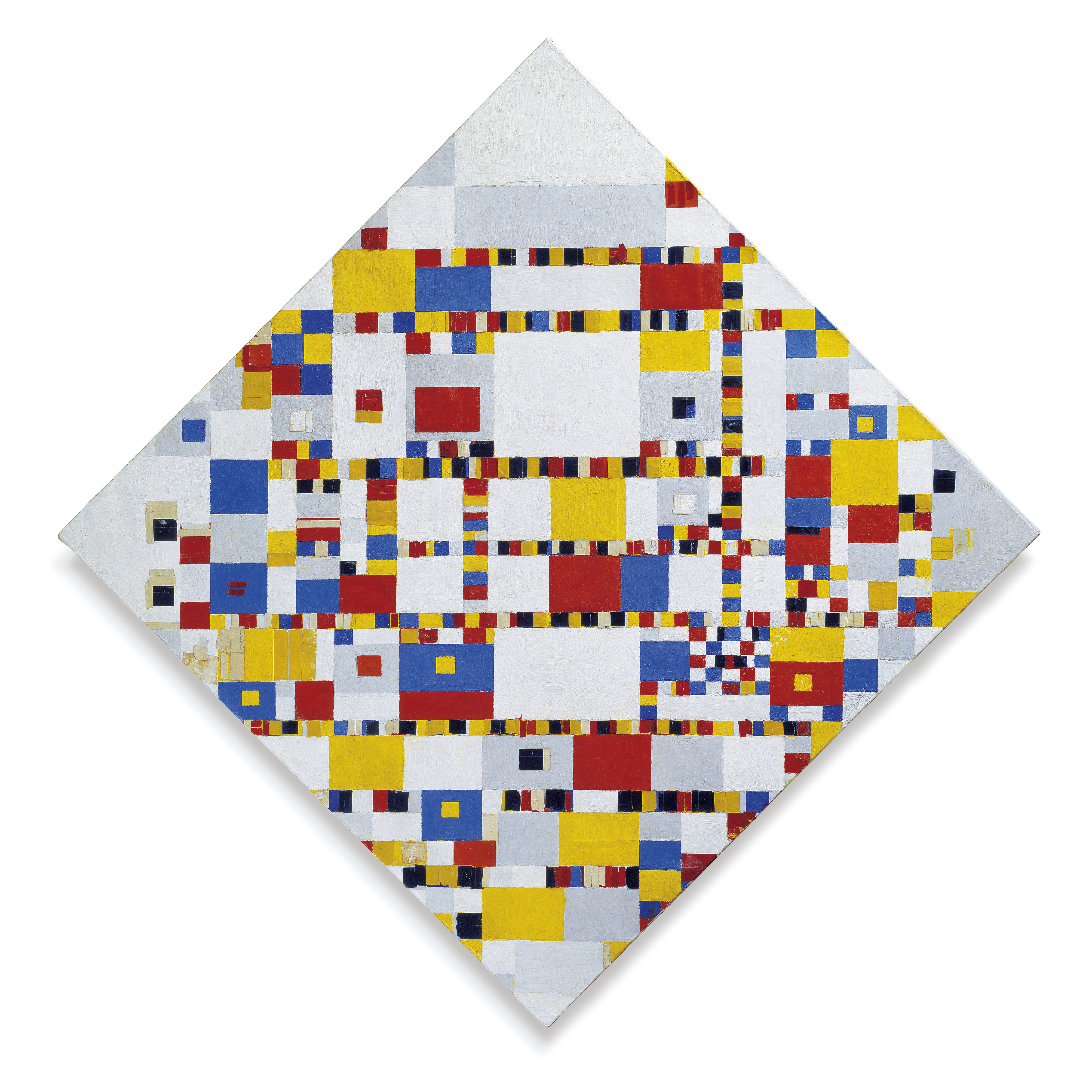
Piet Mondrian, Victory Boogie Woogie, 1944

### Rzeźba

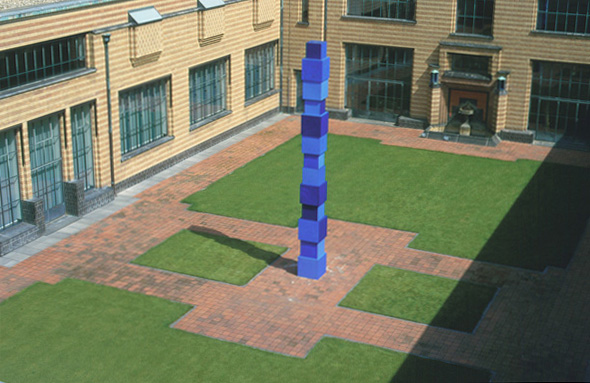
Jürgen Partenheimer, Weltachse V, 2000
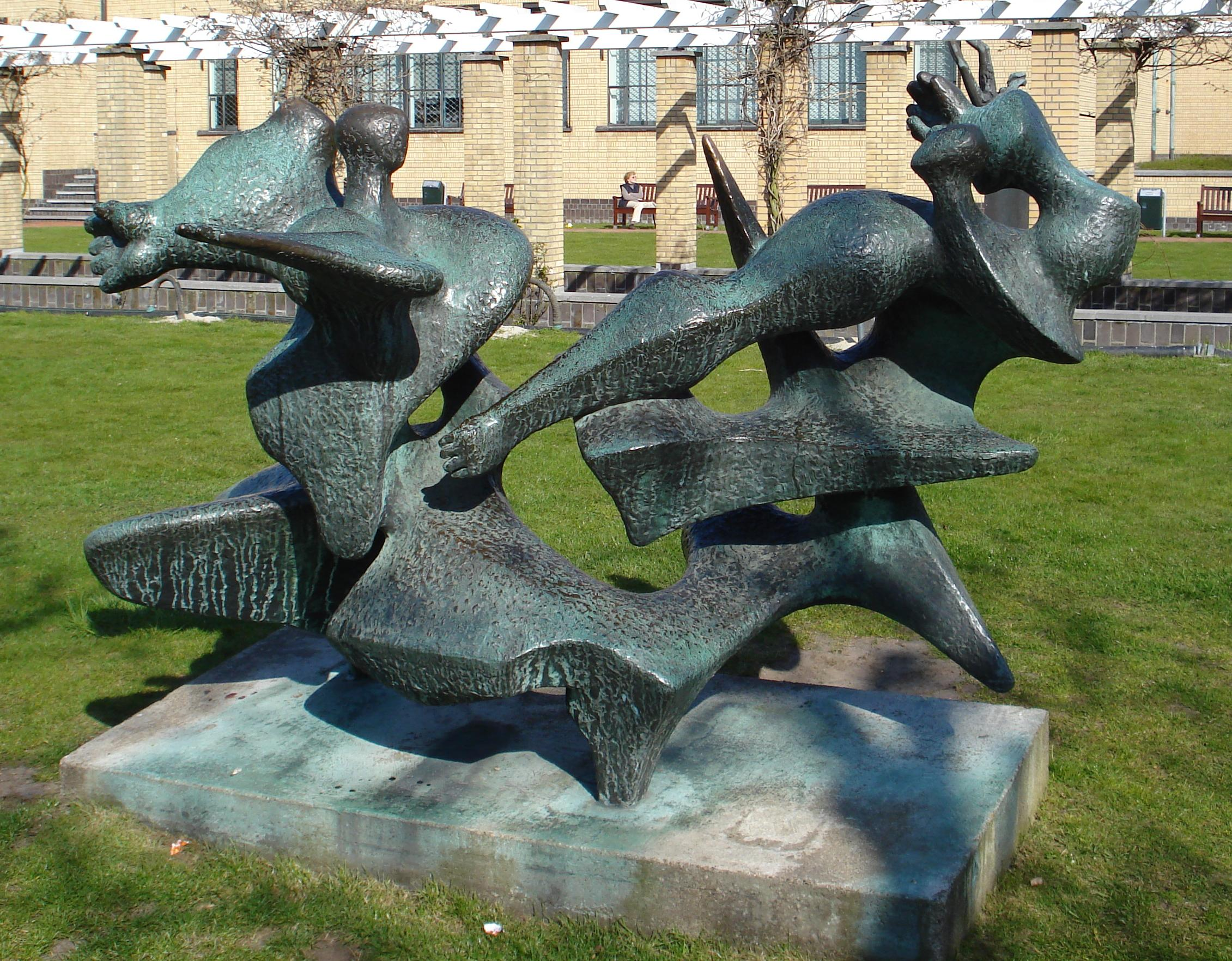
Carel Kneulman, Jacob en de engel
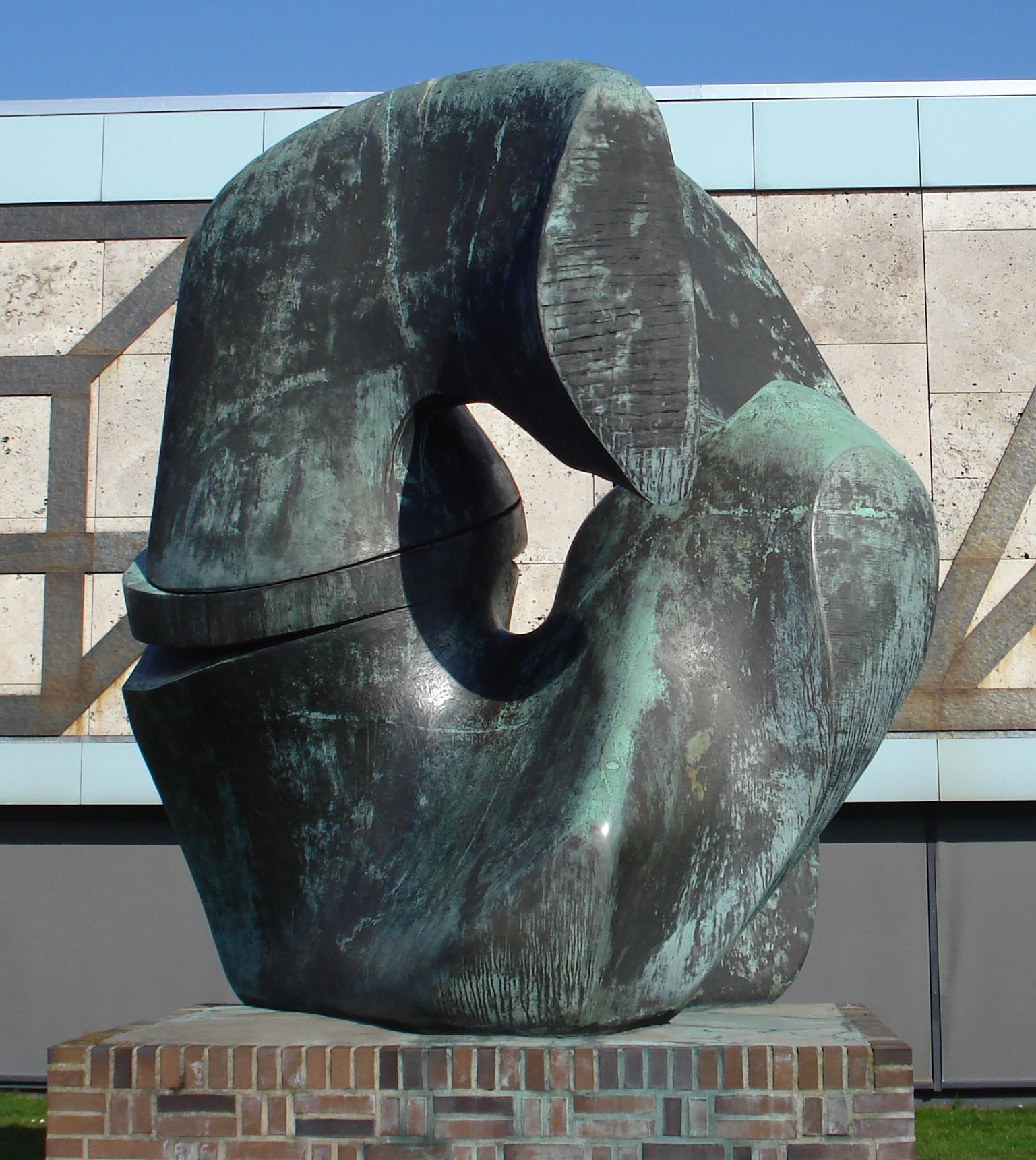
Henry Moore, Large locking piece
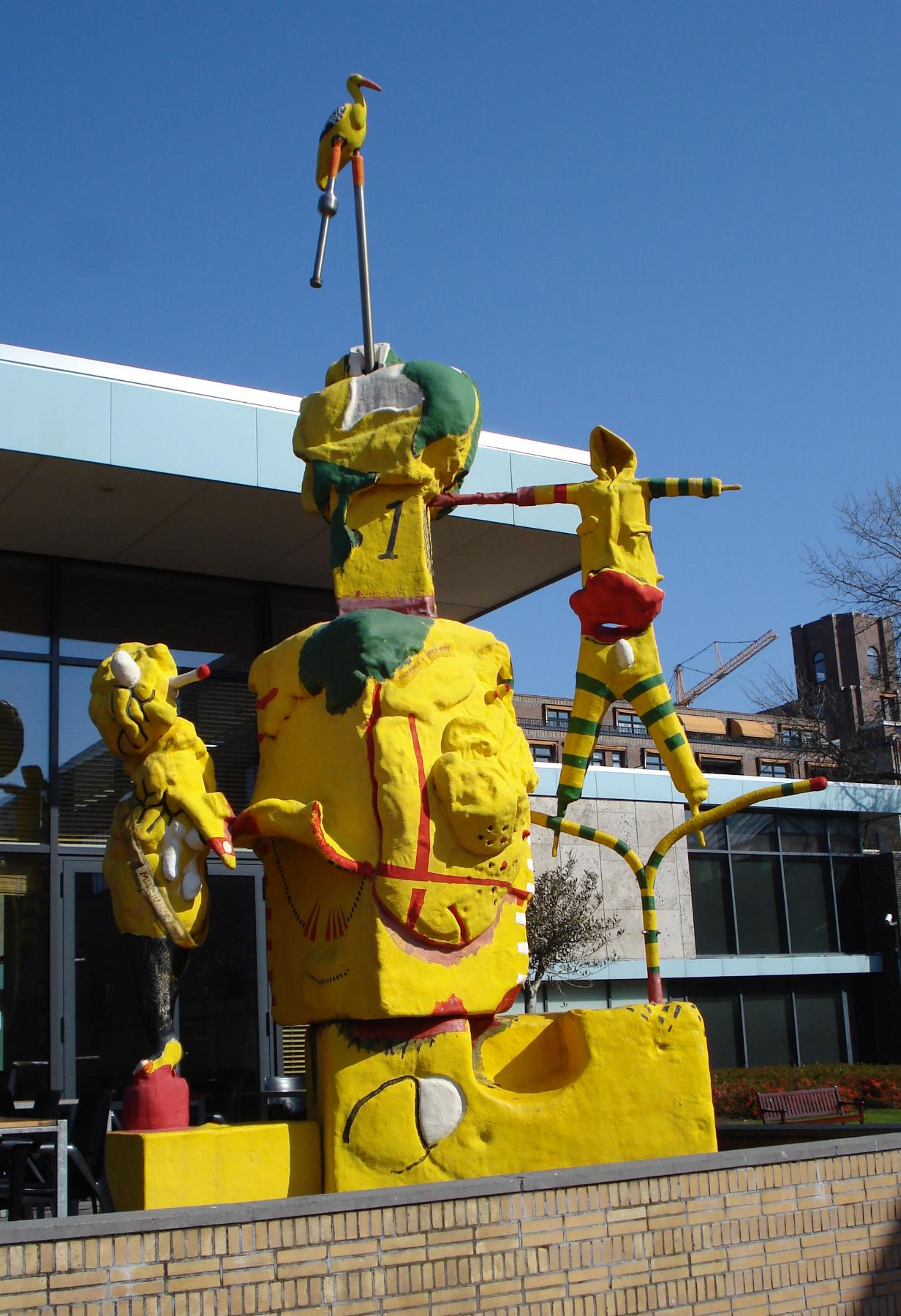
David Bade, Big Fish Day (avant la lettre), 2002